# Smardzewo (gromada w powiecie płońskim)
Smardzewo – dawna gromada, czyli najmniejsza jednostka podziału terytorialnego Polskiej Rzeczypospolitej Ludowej w latach 1954–1972.
Gromady, z gromadzkimi radami narodowymi (GRN) jako organami władzy najniższego stopnia na wsi, funkcjonowały od reformy reorganizującej administrację wiejską przeprowadzonej jesienią 1954 do momentu ich zniesienia z dniem 1 stycznia 1973, tym samym wypierając organizację gminną w latach 1954–1972.
Gromadę Smardzewo z siedzibą GRN w Smardzewie utworzono – jako jedną z 8759 gromad na obszarze Polski – w powiecie płońskim w woj. warszawskim, na mocy uchwały nr VI/10/14/54 WRN w Warszawie z dnia 5 października 1954. W skład jednostki weszły obszary dotychczasowych gromad Jesienka, Kępa, Smardzewo, Wierzbówiec Nowy i Wierzbówiec-Podsmardzewo ze zniesionej gminy Sochocin w tymże powiecie. Dla gromady ustalono 11 członków gromadzkiej rady narodowej.
Gromadę zniesiono 1 stycznia 1958, a jej obszar włączono do gromad: Sarbiewo (wieś Jesionka) i Sochocin (wsie Kępa, Smardzewo, Wierzbówiec-Koliszewo, Wierzbówiec-Podsmardzewo i Wierzbówiec Nowy) w tymże powiecie.